# Hebius
Hebius es un género de serpientes de la subfamilia Natricinae. Sus especies son endémicas de la región indomalaya, el Asia Oriental y la Wallacea.

## Especies
Se reconocen las 42 especies siguientes:
- Hebius andreae (Ziegler & Le Khac Quyet, 2006).
- Hebius arquus (David & Vogel, 2010).
- Hebius atemporale Bourret, 1934.
- Hebius beddomei (Günther, 1864).
- Hebius bitaeniatum (Wall, 1925).
- Hebius boulengeri (Gressitt, 1937).
- Hebius celebicum (Peters & Doria, 1878).
- Hebius citrinoventer Xu, Yang, Ouyang, Huang & Peng, 2024[2]
- Hebius concelarum (Malnate, 1963).
- Hebius craspedogaster (Boulenger, 1899).
- Hebius deschauenseei (Taylor, 1934).
- Hebius flavifrons (Boulenger, 1887).
- Hebius frenatum (Dunn, 1923).
- Hebius groundwateri (Smith, 1922).
- Hebius inas (Laidlaw, 1901).
- Hebius ishigakiense (Malnate & Munsterman, 1960).
- Hebius jingdongensis Ma, Shi, Ayi & Jiang, 2023.[3]
- Hebius johannis (Boulenger, 1908).
- Hebius kerinciense (David & Das, 2003).
- Hebius khasiense (Boulenger, 1890).
- Hebius leucomystax (David, Bain, Quang Truong, Orlov, Vogel, Ngoc Thanh & Ziegler, 2007).
- Hebius metusium (Inger, Zhao, Shaffer & Wu, 1990).
- Hebius miyajimae (Maki, 1931).
- Hebius modestum (Günther, 1875).
- Hebius monticola (Jerdon, 1853).
- Hebius nicobariense (Sclater, 1891).
- Hebius octolineatum (Boulenger, 1904).
- Hebius optatum (Hu & Zhao, 1966).
- Hebius parallelum (Boulenger, 1890).
- Hebius pealii (Sclater, 1891).
- Hebius petersii (Boulenger, 1893).
- Hebius popei (Schmidt, 1925).
- Hebius pryeri (Boulenger, 1887).
- Hebius sanguineum (Smedley, 1931).
- Hebius sarasinorum (Boulenger, 1896).
- Hebius sarawacense (Günther, 1872).
- Hebius sauteri (Boulenger, 1909).
- Hebius taronense (Smith, 1940).
- Hebius venningi (Wall, 1910).
- Hebius vibakari (Boie, 1826).
- Hebius viperinum (Schenkel, 1901).
- Hebius xenura (Wall, 1907).